# Чоп, Изток
Изток Чоп (словен. Iztok Čop, род. 17 июня 1972, Крань) — словенский гребец, участник шести летних Олимпийских игр, чемпион Игр 2000 года в соревнованиях двоек парных, призёр Олимпийских игр 1992, 2004 и 2012 годов, четырёхкратный чемпион мира, многократный чемпион Словении, чемпион Средиземноморских игр. Обладатель медали Томаса Келлера (2015) и словенского ордена «За заслуги» (2009).

## Биография
В 1989 и 1990 годах Изток Чоп становился чемпионом мира среди юниоров в составе двойки распашной с Денисом Жвегелем. С 1990 по 2012 год Чоп выступал на всех Олимпийских играх и чемпионатах мира, пропустив лишь мировое первенство 2010 года. Свою первую медаль на взрослых мировых первенствах Чоп завоевал в составе сборной Югославии в 1991 году, став серебряным призёром в зачёте четвёрок. После распада Югославии Чоп начал выступать за Словению. На летних Олимпийских играх 1992 года в Барселоне он выступал в двойках распашных без рулевого вместе с Денисом Жвегелем. На предварительных этапах словенские гребцы не показывали высоких результатов, однако смогли пробиться в финал, где стали третьими, завоевав первую олимпийскую медаль в истории Словении.
В 1993 году Чоп и Жвегель стали бронзовыми призёрами чемпионата мира. С 1994 года Изток начал выступать в одиночках. В 1994 он стал бронзовым призёром мирового первенства, в 1995 году завоевал золото. По итогам года был признан спортсменом года в Словении. На Олимпийских играх в Атланте Чоп смог пробиться в финал, но в решающем заезде занял 4-е место, отстав на 4 секунды от бронзового призёра Томаса Ланге.
Серию четвёртых мест Чоп продолжил на чемпионатах мира 1997 и 1998 годов. На чемпионате мира 1999 года Чоп выступал в двойках парных вместе с молодым гребцом Лукой Шпиком и с первой же попытки они смогли завоевать золотые медали, установив при этом лучшее мировое время (6:04,37). На Играх 2000 года Чопу было доверено право нести флаг Словении на церемонии открытия. На предварительных этапах в соревнованиях двоек парных словенцы уверенно опережали всех соперников. В финальном заезде словенцы с самого старта начали создавать отрыв от соперников. На второй половине дистанции быстрее словенцев смогли пройти отрезок норвежские гребцы, но задела, созданного на первом километре дистанции, хватило чтобы финишировать первыми.
На последующих трёх чемпионатах мира Чоп выступал в одиночках, став дважды серебряным и один раз бронзовым призёром. На летних Олимпийских играх 2004 года в Афинах Чоп и Шпик вновь выступили в зачёте двоек парных. В финале словенские гребцы вели борьбу за победу, но на заключительных 500 метрах быстрее были действующие чемпионы мира из Франции Себастьен Вьелльден и Адриен Арди, а Чоп и Шпик стали серебряными призёрами.
В 2005 году Чоп и Шпик завоевали сразу две медали чемпионата мира. Словенцы выиграли золото в двойках парных, а также серебряные награды в четвёрках парных. По итогам 2005 года Чоп и Шпик получили награду, как экипаж года FISA. В 2006 году они стали серебряными призёрами в двойках парных. В 2007 году Чоп стал четырёхкратным чемпионом мира, став вместе со Шпиком победителем мирового первенства в Мюнхене. Летние Олимпийские игры 2008 года стали самыми неудачными в карьере Чопа. В пятый раз подряд словенский гребец смог пробиться в финал соревнований, однако в этот раз Чоп и Шпик, несмотря на хороший старт не смогли побороться за медали, заняв 6-е место.
В 2009 году Чоп вновь пробовал выступать в четвёрках, передавая свой опыт молодым словенским гребцам, однако и на чемпионате мира и на европейском первенстве словенской четвёрке не удавалось пробиться в финал соревнований. С 2010 года Чоп вернулся в двойку парную. На своих шестых Олимпийских играх Чоп смог завоевать четвёртую олимпийскую награду. В финальном заезде Чоп и Шпик со старта выбились в лидеры, однако на второй половине дистанции их обошли сначала итальянские, а затем и новозеландские гребцы.
После завершения спортивной карьеры был вице-президентом исполнительного комитета и вице-президентом комиссии спортсменов в Олимпийском комитете Словении, а затем являлся менеджером сборной по академической гребле. В 2015 году Международная федерация гребного спорта (FISA) присудила Изтоку Чопу медаль Томаса Келлера в знак признания выдающейся карьеры в гребле.

## Личная жизнь
- Женат, есть две дочери.
- По профессии полицейский.